# Irvin D. Yalom
Irvin David Yalom (Washington D. C., 13 de junio de 1931) es catedrático de psiquiatría en la Universidad Stanford y psicoterapeuta. Ha escrito, además, numerosos ensayos y novelas.

## Biografía

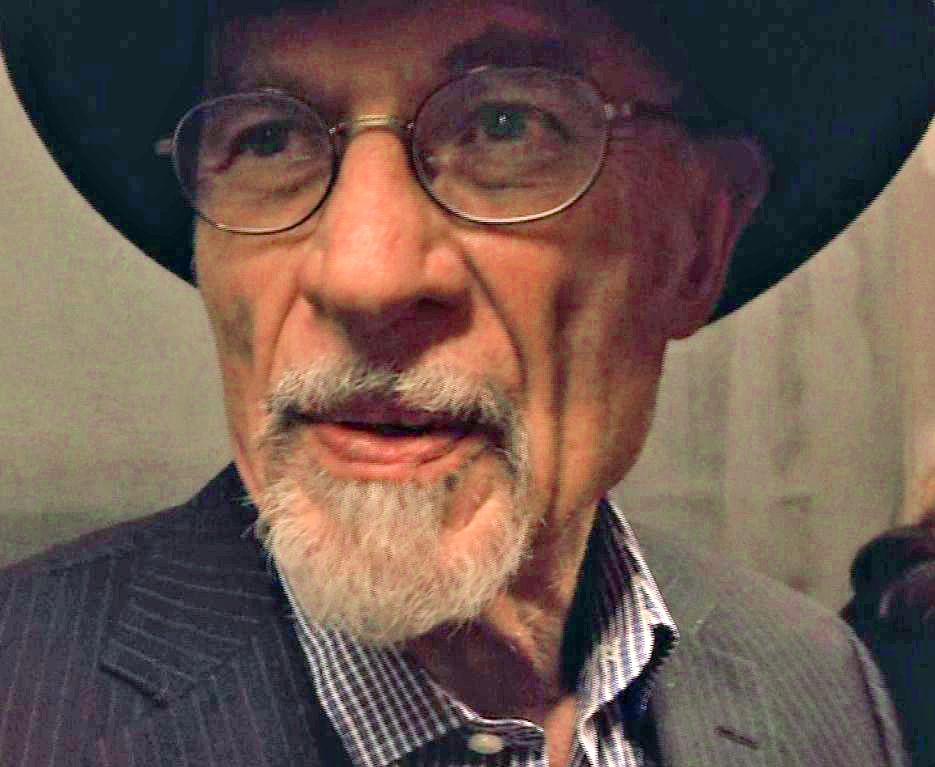
Yalom en 2014.

Hijo de inmigrantes judíos rusos. Tras graduarse en medicina en la Universidad de Boston en 1956, completó su internado en el Hospital Monte Sinaí en Nueva York y su residencia en la clínica Phipps del Hospital Johns Hopkins, en Baltimore. Terminó sus estudios en 1960. Tras dos años de servicio al ejército en Honolulu, Yalom comenzó su carrera académica en la Universidad Stanford. Fue designado a la facultad en 1962 y en 1968 le fue concedida la titularidad.
Se hizo famoso cuando su obra Love's Executioner and Others Tales of Psychotherapy, publicada en 1989, alcanzó la lista de los libros más vendidos en Estados Unidos. Su primera novela de ficción fue El día que Nietzsche lloró (1992), la cual estuvo en el primer puesto de ventas en Israel.
Es considerado uno de los principales representantes de la psicoterapia existencial en el continente americano.
Estuvo casado con la historiadora, escritora y feminista Marilyn Yalom, hasta el fallecimiento de esta.

## Obra

### Novela y relato
- 1974, Every Day Gets a Little Closer ISBN 0-465-02119-0
- 1989, Love's Executioner and Other Tales of Psychotherapy ISBN 0-465-04280-5
- 1992, El día que Nietzsche lloró[2] ISBN 0-465-09172-5
- 1996, Lying on the Couch[3] ISBN 0-465-04295-3
- 1999, Momma and the Meaning of Life ISBN 0-749-92038-6
- 2005, The Schopenhauer Cure[4][5] ISBN 978-0-06-621441-2
- 2005, I'm calling the police! A Tale of Regression and Recovery[6]
- 2012, The Spinoza Problem[7] ISBN 0-465-02963-9
- 2015,  Creatures of a Day - And Other Tales of Psychotherapy ISBN 978-0-465-02964-8

### Ensayo
- 1970, The Theory and Practice of Group Psychotherapy ISBN 0-465-09284-5 (5th edition 2005)
- 1980, Existential Psychotherapy ISBN 0-465-02147-6
- 1983, Inpatient Group Psychotherapy ISBN 0-465-03298-2
- 1996, The Yalom Reader ISBN 0-465-03610-4
- 2001, The Gift of Therapy: An Open Letter to a New Generation of Therapists and Their Patients[8] ISBN 0-066-21440-8
- 2008, Staring at the Sun: Overcoming the Terror of Death[9][10] ISBN 978-0-7879-9668-0
- 2017, Becoming Myself: A Psychiatrist's Memoir ISBN 0-465-09889-4
- 2021, A Matter of Death and Life, coescrito con Marilyn Yalom ISBN 1503613763
- 2024, Hour of the Heart, coescrito con Benjamin Yalom  ISBN 978-0063321458

## Filmografía

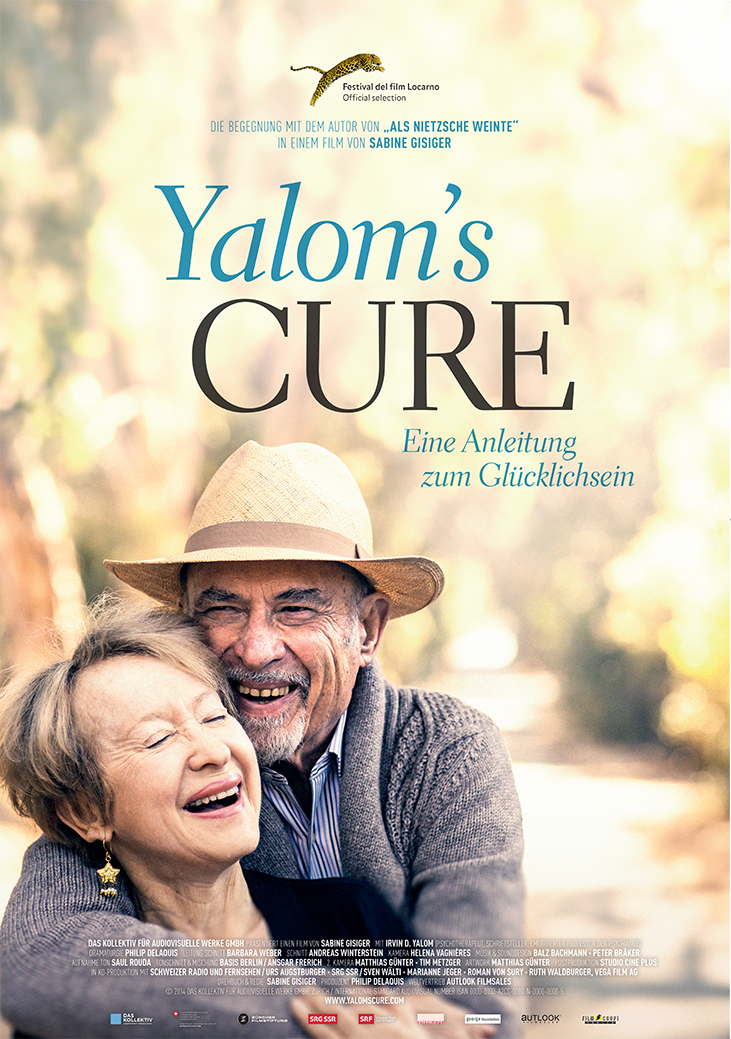
Yalom's cure.

- 2003, Flight from Death (dirigida por Patrick Shen, interpretada por Ron Leifer, Robert Jay Lifton, Merlyn Mowrey y Sheldon Solomon e Irvin D. Yalom).
- 2007, When Nietzsche Wept (dirigida por Pinchas Perry, interpretada por Ben Cross, Armand Assante, Katheryn Winnick).
- 2014, Yalom's cure (dirigida por Sabine Gisiger).

## Premios
- 1974, Premio Edward Strecker por su significativa contribución al campo de los pacientes psiquiátricos, por la Universidad de Pensilvania, Escuela de Medina, Departamento de Psiquiatría.
- 1976, Premio Foundation´s Fund por la investigación en psiquiatría, por la Asociación Estadounidense de Psiquiatría.
- 1977, Premio al Miembro del Centro de Estudios Avanzados en las Ciencias de la Conducta.
- 1987, Premio al Miembro Investigador de la Fundación Rockefeller (Bellagio, Italia).
- 1992, Premio de Oro del Commonwealth Club por la mejor novela de ficción (El día que Nietzsche lloró) por el Commonwealth Club de California.
- 2001, Premio Oskar Pfister de la Asociación Estadounidense de Psiquiatría por sus contribuciones al estudio de la psiquiatría y de la religión.
- 2009, Premio Internacional Sigmund Freud de Psicoterapia de la ciudad de Viena, Austria, por la Asociación Mundial de Psicoterapia.

## Edición en español
La mayor parte de su obra ha sido publicada por Ediciones Destino:
- Verdugo del amor. Destino. 2025. ISBN 978-84-233-6722-1.
- En el corazón de la noche. Destino. 2024. ISBN 978-84-233-6612-5.
- Desde el diván. Destino. 2023. ISBN 978-84-233-6343-8.
- Inseparables. Destino. 2022. ISBN 978-84-233-6206-6.
- Mirar al sol. Destino. 2021. ISBN 978-84-233-6027-7.
- Memorias de un psiquiatra. Destino. 2019. ISBN 978-84-233-5613-3.
- El don de la terapia. Destino. 2018. ISBN 978-84-233-5425-2.
- La cura Schopenhauer. Destino. 2017. ISBN 978-84-233-5296-8.
- Criaturas de un día. Destino. 2015. ISBN 978-84-233-4929-6.
- El problema de Spinoza. Destino. 2013. ISBN 978-84-233-4614-1.
- El día que Nietzsche lloró. Destino. 2008. ISBN 978-84-233-4222-8.
- Guía breve de psicoterapia de grupo. Paidós. 1996. ISBN 978-84-493-0224-4.